# 吳新榮

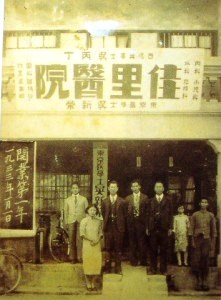
1933年吳新榮醫師等於佳里醫院前

吳新榮（1907年10月12日—1967年3月27日），字史民，號震瀛、兆行，晚號琑琅山房主人，臺南市將軍區人。臺灣醫師與政治人物，在日治時期曾參與組織「佳里青風會」及「台灣文藝聯盟佳里支部」，為「鹽分地帶」文學集團代表人物之一、「北門七子」之一。
戰後吳新榮曾擔任台南縣參議員。1947年二二八事件發生時，遭逮捕入獄。後來投身於地方文史工作，曾擔任台南縣文獻委員會編纂組組長，並主編《南瀛文獻》。

## 早年生平
吳新榮於1907年（明治四十年）10月12日出生在鹽水港廳蕭壠支廳，父親吳萱草為傳統教育下的詩人。據吳新榮在回憶錄〈此時此地〉對他的家族史描寫。吳家的父系祖先是隨施琅征臺時來臺，並定居臺灣繁衍到第六代吳玉瓉，靠著商業在將軍庄發跡。吳新榮的父親吳萱草原本姓謝，北門人，為漁夫所生。七歲時過繼給將軍庄的富豪吳玉瓚作為養子，因此改姓吳。吳萱草與張實在1906年（明治三十九年）結婚。隔年生下吳新榮。而吳玉瓚後來娶妾，生下了吳新榮的叔叔吳丙丁（1903-1950），畢業於臺北醫學專門學校，回故鄉開設佳里醫院，兩人都對吳新榮日後生涯起了影響。
吳新榮於1915年（大正四年）入漚汪公學校，1921年（大正十年）畢業。1922年（大正十一年）進入台灣總督府商業專門學校預科，之後進入本科，吳新榮在商業專門學校時期受到英文教師林茂生的影響，啟蒙了他的思想。也在這段時期接觸了台灣文化協會，並且跑去聽其演講。當時吳新榮曾故意閱讀在報上蔡培火出獄的消息，遭到祖父對此事的不以為然，但吳新榮回憶此時「對祖父那樣功利主義及父親那樣享樂主義已發生無言的反抗了」。:94
1925年（大正十四年）由於台灣總督府商業專門學校即將裁撤，加上受到叔父吳丙丁習醫影響，因此吳新榮赴日本內地留學，進入日本岡山金川中學，作插班四年級生。1926年（大正十五年）發表了處女作〈友よ鬥爭の奔流を睨視あれ〉一文，並於1927年投稿刊登在金川中學刊物《秀芳》。1927年畢業返台，1928年（昭和三年）考取東京醫學專門學校（今東京醫科大學）。辦《蒼海》、《南瀛會誌》、《里門會誌》等雜誌，並發表作品。在此聽了自由主義者鶴見祐輔的演講後，對他主張日本必須侵略滿洲的言論大失所望，也對自由主義失望。1928年吳新榮加入左派領導的東京台灣青年會與日本共產黨幕後領導、許乃昌組織的台灣學術研究會，在掃蕩日共的「四・一六事件」中被捕，被禁在淀橋警察署，入獄二十九天後出獄。之後一直受到日本政府監視。

## 醫療事業與文學活動

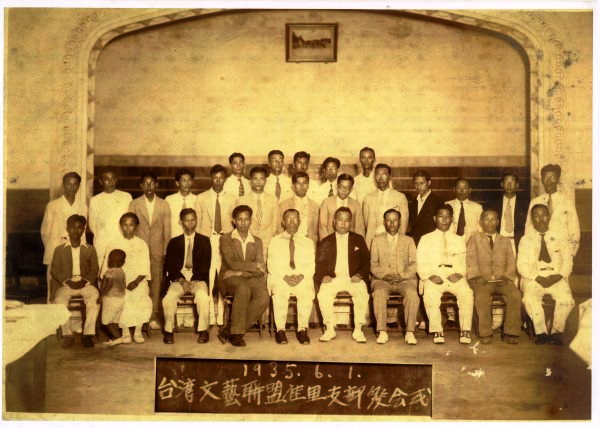
1935年台灣文藝聯盟佳里支部會式，坐者左起張深切、葉陶（兩人中間小孩為楊逵長子楊資崩）、○○○、石錫純、林茂生、王烏硈、○○○、毛昭癸、○○○、吳乃占。立者前排右起吳新榮、王登山、○○○、○○○、吳萱草、王詩琅、郭水潭、○○○、曾對、○○○、鄭國津、○○○、黃清澤。立者後排右起林精鏐（後改名林芳年）、徐清吉、○○○、郭維鐘、葉向榮。以上係香雨書院創辦人淨慧居士綜合楊建、羊子喬、吳南圖、郭昇平四人指認並參照吳新榮、郭水潭當年6月1日日記整理。打○○○者係四人均無法指認。日記上列名，但不在上述指認名單者尚有黃大賓、郭丙寅、黃平堅、陳桃琴等，郭維鐘則來自其孫女郭晏緹之指認。

吳新榮在1930年左右開始發表新詩。1932年（昭和七年）9月吳新榮從東京醫專畢業，同月旋即返台接替其叔父吳丙丁於台南佳里庄執業，經營佳里醫院，11月2日與六甲庄毛雪女士結婚。吳新榮自許「醫學為本業，文學為情婦」，開始積極文學創作與活動，1933年（昭和八年）他與郭水潭等當地青年發起「佳里青風會」，為「鹽分地帶」文學集團的前身。年底「青風會」解散。
隨後吳新榮參與台灣文藝聯盟，1935年（昭和十年），吳新榮與郭水潭、徐清吉、林芳年、王登山、莊培初等原佳里青風會成員成立「台灣文藝聯盟佳里支部」，在此時期留下了許多作品，也曾與楊逵、林茂生、張文環等人舉辦演講及座談會。而「台灣文藝聯盟佳里支部」也因作品多取自當地鹽分地帶，所以此派又被稱為「鹽分地帶派」。
1936年文聯解散以後，吳新榮仍然在《台灣新文學》、《台灣文學》、《民俗台灣》等文學雜誌上發表作品，被後人稱作北門七子。吳新榮在1939年參選街庄選舉，以150票最高票當選佳里街協議會員，也幫助友人王烏硈參選臺南州協議員助選，使王烏硈當選。:134
1942年，寫下〈天文和人文〉，諷刺街協議會議員只在乎配給問題。
此後「1942年與《民俗台灣》雜誌合辦佳里專輯，調查平埔族，種下日後文獻調查的遠因。是年其妻毛雪芬去世，撰寫名作〈亡妻記〉。次年與林英良小姐結婚」。
1960年以前主要經營叔父所留下的佳里醫院，1961年與四位同僚於中山路尾、佳里醫院附近開設新生聯合醫院，後遷移至新生路並改名為新生醫院，之後事業重心遂轉向新生醫院。吳新榮過世後新生醫院由其子吳南河醫師繼承經營至今，仍為佳里地區重要醫療院所。

## 戰後

### 戰後初期
二次大戰結束後，隨著日本撤出台灣，吳新榮積極介入地方文化與政治事務，擔任三民主義青年團台南分團北門區隊主任，由於此時中華民國政府仍未及接收台灣，9月地方上的人士組成了「三民主義青年團」，協助維持治安。吳新榮也參與其中，根據吳新榮9月21日日記所載，「三民主義青年團」是蘇新從中國大陸見到中國軍將領張士德後，指示蘇新組織籌備，安排吳新榮負責「三民主義青年團」曾北分團。為此吳新榮開始安排責任的分配。包括北門區郭水潭、曾文區張行、新營區黃奇珍等人，並立起三民主義青年團曾北分團籌備處的碑匾。10月28日，三民主義青年團佳里區隊成立，吳新榮任區隊長，下面並組糾察隊。
隨著行政區的設置，1946年3月10日，吳新榮當選被他視為「三牙城」之一的台南縣醫師公會北門區分會主任。3月24日當選台南縣參議員，4年參選省參議員，以第五高票落選（應選四名）。4月18日吳新榮加入中國國民黨。7月14日中國國民黨台灣省台南縣北門區黨部成立後，吳新榮曾被推為書紀。1946年10月，佳里鎮舉行鎮長選舉。吳新榮在林精鏐游說下參選，吳新榮原先評估認為可能當選，在選前一天的日記中還寫道「最惡也有16票，最好預計有20票」。 然而最後以13票對17票落選，與選前評估差距過大。吳新榮曾為此反省原因有三，分別是公務過多遭到對手抨擊，而對手運動猛烈，甚至使用手段不純，以及受到當局干涉，原先青年團的工作反而出現反效果。

### 二二八事件
陳儀政府失政連連，臺灣社會由於延續實行日本時代的統制經濟，經濟出現蕭條，物價上漲。衛生上戰前已台灣絕跡的鼠疫、天花又死灰復燃，從吳新榮日記中離「光復」後不到一年日記中，就記載過臺南地區戰後已發生兩回瘧疾的紀錄，而在戰前是連一回都沒發生過。:3211947年2月20日的日記裡，吳新榮針對糧荒問題寫下「這樣危機，本國更加厲害，恐怕波及至為政治危機也為可料」。:355七日後，一語成讖。1947年二二八事件爆發後，隨著治安機關的失去機能，吳新榮與在北門區警察所所長與區長拜託下共組「北門區時局對策臨時委員會」，擔任委員之一，接收警察局軍器配置防衛鄉土。:3573月5日，陳儀明令組織「二二八事件處理委員會」，恢復信心的地方人士也參與組織，「時局對策臨時委員會」改組為「事變處理委員會」，吳新榮出任副主任委員，維持北門地區的治安，並保護武器。:359-360而在事件中，吳新榮等人的行動也包括了保護北門鹽場外省人的行動。吳新榮於3月10日擔任「二二八事件處理委員會北門區支會」主任委員。然而此時南京方面已經派兵抵達台灣，開始鎮壓。
3月11日吳新榮即聽聞部隊來台，下午台南市宣佈戒嚴，吳新榮更在廣播中聽到外省籍市長卓高煊宣稱「我們的救兵到了」，對本省人示威。:2243月13日吳新榮在睡夢中忽然遭台中來的武裝部隊持槍押去開武器庫，感到事態嚴重的吳新榮從14日起曾短暫逃亡直到18日。然而3月24日，吳新榮得知政府派軍警到佳里住宅要緝拿他時，他決定展開長期逃亡。:371在逃亡期間，吳新榮四處到友人家借住。然而父親吳萱草卻於4月9日因涉嫌二二八事件被武裝部隊逮捕。為了拯救父親，吳新榮與黃百祿商議後，決定辦理自新，吳新榮曾在回憶錄提到他的理由「第一、他自信他對整個國家並未做過壞事，第二、他想賭一賭自己的生命來試一試政府的言直（承諾），第三、他願犧牲自己的一切來救出老父恢復自由，第四、他要結束逃亡的生活以免家屬的奔命不安」。4月26日，吳新榮向台南市警察局辦理自新手續，被關在憲兵營裡，隨後與其餘16名民眾，到警局自新，部分自新人員，將所劫物品（共計七十二件）繳回。。5月8日吳新榮更被押往台北東本願寺憲兵第四團部，在友人郭水泉醫師、郭再強、以及「山水亭」餐廳王井泉先生奔走作保下，吳新榮最終簽署「盲目附和被迫參加暴動份子自新證」而獲釋、得以獲得台灣省警備總司令彭孟緝發予的「自新證」得以出獄。6月21日終於獲得釋放，總計被關了200多天。吳新榮曾回憶在此時「有一派無恥之徒，竟欲掩飾自己的責任和無能，竟以借刀殺人的行動來除異己，以趁火搶劫的心情來報私怨。」從地方上提供給政府的罪名，包括與蘇新的連絡、「脅迫警察所長」、「接收北門鹽場」等，日後吳新榮在回憶錄曾分析，這是對北門地區熟悉者才能提供。:261-262
11月吳新榮助選吳三連參選國大代表，最後吳三連高票當選。

### 地方文史工作
1950年，新地方制度的劃分，設立新的臺南縣，吳新榮不顧家人反對，產生了競選縣議員之意。12月第一屆縣議員選舉選區公布，吳新榮與父親吳萱草都參選本次選舉，吳新榮參選第六區佳里選區；吳萱草則是第五區將軍鄉區。在選票方面，原本預估可獲3000票。然而卻在選舉中卻一夜間流失四、五百票，只得1400多票，以該選區最高票落選。而吳萱草則以低空當選。吳新榮至此對政治灰心，決心捨棄政治這個蕩婦。:2301951年4月，臺南縣舉行第一屆縣長選舉。候選人包括高文瑞、高錦德、蔡愛仁三人。吳新榮曾在日記上提到吳三連來問三人優缺點，雖然與高文瑞有之前的摩擦，但在三人之間評估後。最後決定消極支持高文瑞作為其策略。:182-183日後隨著台南縣文獻會的成立，吳則將心思放在文化上，專心在編修《南瀛文獻》，以及從事寫作，不再追求政治權力。
1952年11月，台南縣文獻委員會成立，吳新榮擔任監委兼編纂組組長，主編《南瀛文獻》季刊12卷18冊（1952-1966），主修《台南縣志稿》13卷（1955-1965）、《金唐殿善行寺沿革志》、《南鯤鯓代天府沿革志》等書。吳新榮將自己的單篇文章編輯成《南台灣採風錄》、《震瀛採訪錄》。
1954年10月，吳新榮又受到被指為共產黨的李鹿案牽連再度被捕，繫獄4個月又2日，1955年2月獲釋。4月接縣政府之復職令，到文獻會報到辦公，然而此時吳新榮仍受警察騷擾，7月警察吩咐出外要申請，並另寫讀書心得。10月警察問東問西，突襲檢查戶口。
1960年4月，父親吳萱草逝世。12月，完成《臺南縣志稿》十卷十三冊。1961年9月，編《震瀛隨想錄》續稿。1966年，開始編印《震瀛隨想錄》。
1967年3月26日，吳新榮北上臺北市參加台灣省醫師公會年會，連任監事。27日晚上十一時因心臟病發，送臺大醫院不治，逝世於臺北，稍後歸葬臺南將軍。
吳新榮逝世後，張良澤將其作品編為《吳新榮全集》（遠景出版社出版），1997年又有呂興昌編訂《吳新榮選集》（台南縣立文化中心）三冊。21世紀後，臺南縣政府展開《吳新榮日記》的校正、翻譯，於2007年起由國立臺灣文學館出版。成為了解南臺灣的重要史料。

## 紀念與追思

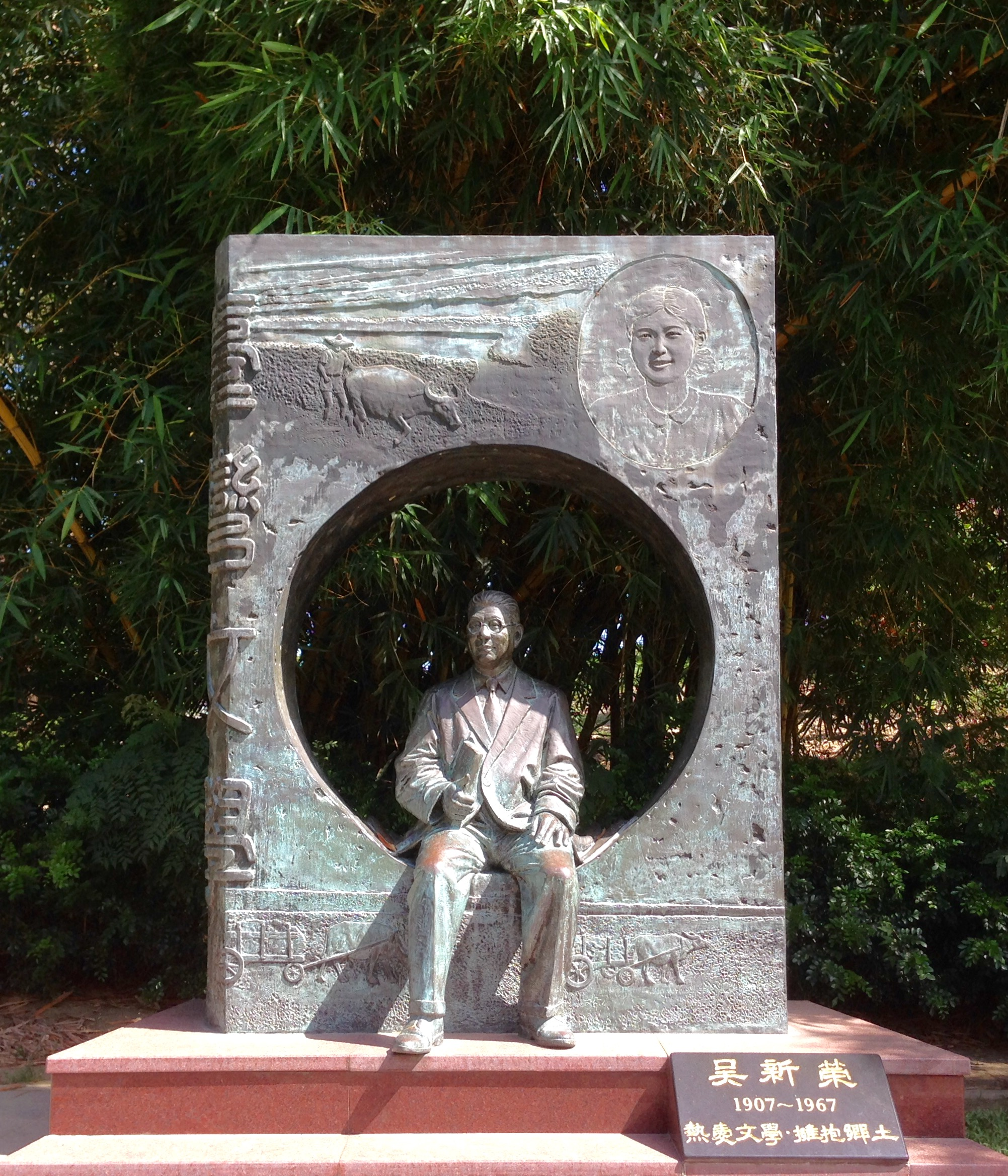
吳新榮紀念像

- 台南縣立文化中心於1997年在佳里鎮中山公園內，設立「吳新榮紀念雕像」與紀念碑文，以感念並表彰吳新榮對文學等方面的貢獻。謝玲玉《南瀛鄉賢誌》說明立碑經過如下：「1995年（民國84年），台南縣長陳唐山指示台南縣立文化中心為富有啟發性、教育性的藝文人士樹立紀念雕像，文學家吳新榮和音樂家吳晉淮在同一年被選定，第二年徵件結果，曾獲南瀛獎的雕塑家陳振豐取得承製權，並獲得佳里鎮長黃仙井及鎮民代表會主席杜山田等諸代表支持，雕像於1997年（民國86年）3月16日吳新榮逝世30週年紀念日前夕在佳里鎮中山公園揭幕。」[14]
- 吳新榮先生紀念碑文，全文如下：

吳新榮先生（一九○七—一九六七），台南縣將軍鄉人，聰穎好學，早年負笈東瀛學醫，返台後定居佳里鎮，懸壺濟世，熱愛文學，於一九三三年先後二年間，與北門地區文藝青年成立「佳里青風會」、「台灣文藝聯盟佳里支部」，展開波瀾壯闊的文學創作生涯，領導鹽分地帶推動台灣文學運動，關懷鄉土，用心良苦。

台灣光復後，更戮力地方文藝的蒐集整理，足跡遍及本縣各個角落，舉凡寺廟神考、民俗典故、鄉里沿革、平埔文化、聚落形成、民間故事、俚諺，甚至前人碑記史蹟等，皆一一登載史冊，並完成《南瀛文獻季刊》、《台南縣誌稿》，其盡瘁地方文獻的保存，及熱愛鄉土的精神，實真緬懷景仰。

本縣為感念吳新榮先生，對文學創作的執著與保存地方獻所作之貢獻，特擇佳里鎮中山公園樹立紀念雕像，期使典型在夙昔，鄉土文風長存，謹文誌念。

台南縣縣長  陳唐山 謹誌

中華民國八十六年三月二十七日

## 著作
- 震瀛回憶錄
- 震瀛隨想錄
- 震瀛追思錄
- 震瀛採訪錄
- 震瀛詩集
- 吳新榮日誌
- 亡妻記
- 金唐殿善行寺沿革誌
- 南鯤鯓代天府沿革誌
- 北頭洋立長宮楹聯：「一口檳榔祭阿立祖，千壺醇酒念先住民」，橫楣「北頭開基傳蕭壟社」[15]
- 台南縣誌稿
- 吳新榮書簡
- 琑琅山房隨筆
- (以上資料來源：臺灣大百科全書：吳新榮[來源請求]）

## 作品、自傳、日記等的出版

### 作品
- 吳新榮著，施懿琳編，《臺灣現當代作家研究資料彙編55：吳新榮》，臺南：國立臺灣文學館，2014年。
- 吳新榮原著，葉笛、張良澤/漢譯，呂興昌/總編輯，《吳新榮選集》，台南縣新營市：台南縣立文化中心，2001年初版。
- 吳新榮/主修，《台灣省台南縣志》，台北市：成文出版社，1989年。11卷之多。(※5冊，屬於「中國方志叢書 台灣地區78年」，該書根據民國46年~49年排印本影印。)
- 吳新榮/纂，《台南古碑志》，台北市：新文豐出版公司，1986年初版。(※該書是影印本，屬於「石刻史料新編 第3輯 地方類 台灣省 第20冊」。)

### 日記、自傳、回憶錄
- 張良澤、吳南圖編，《吳新榮先生百歲冥誕紀念集 : 《吳新榮日記全集》出版特輯》，彰化縣：秀山閣私家藏版，2007年。
- 吳新榮/著，張良澤/總編纂，《吳新榮日記全集》，台南市：國家台灣文學館，2007年至2008年6月。全集共11冊，1-2冊於2007年11月出版於、3-11冊於2008年6月出版。
- 吳新榮/著，《吳新榮回憶錄：清白交代的台灣人家族史》，台北市：前衛出版社，1989年初版。(※1991年初版二刷)

### 全集
- 吳新榮/撰，張良澤/主編，《吳新榮全集》，台北市：遠景出版社，1981年。(※全集有8冊之多。第1冊「亡妻記」；第2冊「琑琅山房隨筆」；第3冊「此時此地」；第4冊「南台灣采風錄」；第5冊「震瀛採訪記」；第6冊「吳新榮日記(戰前)」；第7冊「吳新榮日記(戰後)」；第8冊「吳新榮書簡」。
- 吳新榮/著，《震瀛隨想錄》，台南市：琑琅山房(形同自費出版)，1966年。

### 他人著作的收錄
- 吳新榮的日文新詩〈思想〉、〈疾馳的別墅〉、〈混亂期的完結〉，戰後由台灣詩人陳千武翻譯成中文，之後被收錄在陳明台主編的《陳千武譯詩選集》裡。[16]。
- 吳新榮日文詩集《震瀛詩集》與《震瀛集外詩》的全部詩作、散文〈亡妻記〉，以及〈青風會宣言〉[17]、〈佳里分會成立通信〉[18]、〈對台灣新文學社的希望〉等文章，戰後由台灣詩人與詩論家葉笛翻譯成中文，後來被收錄在《葉笛全集10翻譯卷三》。[19]
- 吳新榮的日文詩作〈故里與春之祭─將這首詩獻給鹽分地帶的同志〉、〈思想〉、〈混亂期的煞尾〉，戰後被人翻譯成中文，中譯文本收錄在林瑞明主編《國民文選‧現代詩卷I》。[20]

## 傳記及研究書目、論文
按照作者姓氏筆劃序排列：
- 《台灣文學評論》10月號，真理大學台灣文學系，2007年10月。
- 王秀珠，〈日治時期鹽分地帶詩作析論─以吳新榮、郭水潭、王登山為主〉，國立高雄師範大學國文教學碩士班，2004年碩士論文。
- 呂興昌，〈吳新榮「震瀛詩集」初探〉，新竹市：國立清華大學，1994年。(該文收錄在「賴和及其同時代的作家 日據時期台灣文學國際學術會議」論文集。)
- 吳南圖、葉笛、羊子喬等，「吳新榮特別專輯」，2005年12月《鹽分地帶文學》，頁28~57。
- 林秀蓉，〈日治時期台灣醫事作家及其作品研究─以蔣渭水、賴和、吳新榮、王昶雄、詹冰為例〉，國立高雄師範大學國文學系，2001博士論文。
- 林慧姃，《吳新榮研究─一個台灣知識分子的精神歷程》，台南縣新營市：台南縣政府，2005年初版。
- 河原功/著、張文薰/中譯，〈吳新榮之左翼意識—關於「吳新榮舊藏雜誌拔粹集(合訂本)」之考察〉，《台灣文學研究集刊》，2007年11月。
- 河原功/著、高坂嘉玲/中譯，〈探求吳新榮的左翼思想—談〈吳新榮舊藏雜誌拔粹集〉與《吳新榮日記全集》〉，《台灣文學評論》，2009年7月。
- 吳新欽 ，〈吳新榮書法敘事中的鄉土認同〉，《2011鹽分地帶文學學術研討會》，2011年6月
- 施懿琳，《吳新榮傳》，南投縣：台灣省文獻委員會，1999年。
- 黃得時，〈醫術、文學、鄉史、吟詠──屹立的燈塔，多姿多彩的一生〉，《大學雜誌》，1977年3月
- 黃文源，〈雙新記—論蘇新與吳新榮的「抵抗」之道〉，《台灣史料研究》，2010年12月。
- 陳千武 ，〈吳新榮的詩文學思想〉， 《陳千武全集．詩走廊散步》，2003年8月。
- 陳文松 ，〈日記所見日治時期臺灣人的「打麻雀」──以吳新榮等人的經驗為中心〉，《成大歷史學報》，2013年12月。
- 陳文松，《來去府城透透氣：一九三〇～一九六〇年代文青醫生吳新榮的日常娛樂三部曲》，臺灣：蔚藍文化，2019年。
- 陳偉智 ，〈戰爭、文化與世界史：從吳新榮〈獻給決戰〉一詩出發〉，《「總力戰的文化事情：殖民地後期韓國跟臺灣比較研究」 國際學術工作坊會議》，2009年7月。
- 陳瑜霞 ，〈郭水潭與同期詩人的空間書寫──王白淵與吳新榮的旅日空間書寫〉，《2011鹽分地帶文學學術研討會論文集》，2011年9月。
- 曾馨霈 ，〈抒情敘事與民俗記述之混融：析論吳新榮〈亡妻記〉〉，《2011鹽分地帶文學學術研討會論文集》，2011年9月。
- 張雅惠，〈日治時期的醫師與台灣醫學人文─以蔣渭水、賴和、吳新榮為例〉，台北醫學院醫學研究所，2000碩士論文。
- 張秀嬌，《戰後臺灣知識分子的時局體驗與書寫(1945-1949)以《吳新榮日記》內容分析為中心》，國立臺北教育大學臺灣文化研究所，2013年碩士論文。
- 葉石濤 ，〈吳新榮文學的特色及其貢獻〉，《從府城到舊城：葉石濤回憶錄》，1999年9月。
- 鄭雅黛，〈冷澈的熱情者─吳新榮及其作品研究〉，國立中興大學中國文學系，1997年碩士論文。
- 鄭喜夫編撰，〈吳新榮先生年譜初稿〉，台北市：編選者，1977年初版。

## 外部連結
- 小雅園 （页面存档备份，存于）
- 佳里新生醫院 （页面存档备份，存于）